# Omowunmi Akinnifesi
Omowunmi Akinnifesi (stato di Lagos, 1987) è una modella nigeriana, eletta Most Beautiful Girl in Nigeria 2005.
Ha rappresentato la Nigeria a Miss Mondo 2005 ed a Miss Tourism International in Ucraina, dove ha ottenuto la vittoria.
Dopo essersi laureata nel 2008, Akinnifesi ha partecipato ed è arrivata seconda all'edizione nigeriana del programma televisivo Strictly Come Dancing, Celebrity Takes 2 Dance prima di avviare la propria attività, una agenzia di pubbliche relazioni chiamata Elle Poise.
Nel giugno 2009, Akinnifesi è stata nominata ambasciatrice dell'ambiente dal governatore dello stato di Lagos Babatunde Fashola.